# OT-62 TOPAS
El OT-62 TOPAS es una serie de vehículos blindados de transporte de personal anfibios con orugas desarrollados conjuntamente por la República Popular Polaca y Checoslovaquia (ČSSR). OT-62 significa transporte blindado de personal modelo 62 - "transporte blindado de personal modelo 62". TOPAS significa "transporte blindado de personal con orugas".

## Historial de servicio
El OT-62 TOPAS entró en producción y servicio en el ejército checoslovaco en 1963 y poco después también entró en servicio en Ludowe Wojsko Polskie (LWP) a principios de los años 1960. Como vehículo anfibio basado en el PT-76 que ya estaba en uso, las unidades de Defensa Costera utilizaron el TOPAS APC junto con el TOPAS-2AP mejorado, incluida la 7.ª División de Desembarco de Lusacia (oficialmente conocida como 7.ª División de Defensa Costera). También se exportó a otro miembro del Pacto de Varsovia, Bulgaria, y a varios otros países del mundo, incluidos Argelia, Angola, Egipto, India, Irán, Irak, Libia, Marruecos, Sudán y Siria.
Junto con el BTR-50, los OT-62 TOPAS fueron utilizados por Egipto y Siria en la guerra de los Seis Días (1967). Algunos vehículos fueron capturados y encargados por las Fuerzas de Defensa de Israel. Ambos bandos utilizaron vehículos blindados BTR-50 y OT-62 TOPAS durante la Guerra de Desgaste (1968-1970). Durante la guerra de Yom Kipur (1973), ambos bandos también emplearon los vehículos blindados BTR-50 y OT-62 TOPAS. Algunos de los BTR-50 y OT-62 TOPAS israelíes fueron posteriormente transferidos al Ejército del Sur del Líbano.
Marruecos utilizó el OT-62 ex egipcio durante la guerra del Sáhara Occidental. Las fuerzas armadas marroquíes perdieron 13 de ellos después de una batalla en Lebuirat el 24 de agosto de 1979.
El OT-62 TOPAS también estuvo en servicio en el ejército iraquí durante la primera guerra del Golfo y la Invasión de Irak en 2003.